# Wolke Janssens
Wolke Johannes Janssens (Peer, 11 januari 1995) is een Belgisch voetballer die als centrale verdediger speelt maar ook als rechtsachter uitgespeeld kan worden. Hij staat sinds 2016 onder contract bij de Belgische eersteklasser STVV dat hem overnam van Dessel Sport.

## Clubcarrière
Janssens stroomde in 2014 door vanuit de jeugd van KRC Genk naar het eerste elftal van toenmalig tweedeklasser Dessel Sport, het was ook hier waar hij in 2014 zijn professioneel debuut maakte. Na twee seizoenen basisspeler te zijn geweest bij Dessel versierde Janssens in 2016 een transfer naar eersteklasser Sint-Truidense VV. Hij maakte hij op 6 augustus 2016 zijn debuut in de Jupiler Pro League tegen Standard Luik. Hij viel na 80 minuten in voor Djené Dakonam. Sint-Truiden verloor de wedstrijd in Luik met 2-0. In zijn eerste seizoen bij STVV was hij vooral invaller. In 2017 werd het contract van Janssens verlengd tot 2020, met het oog op meer speelkansen werd hij echter wel uitgeleend aan tweedeklasser Lierse SK tot het einde van het seizoen.
Na zijn uitleenbeurt aan Lierse keerde Janssens terug naar STVV, waar hij in het seizoen 2018/19 zeer weinig speelkansen kreeg. In het seizoen 2019/20 wist hij weer boven water te komen en een basisplaats af te dwingen onder coach Marc Brys. Hierop werd zijn contract bij STVV verlengd tot juni 2022. Aan het eind van het seizoen 2019/20 werd Janssens door de supporters van STVV verkozen tot meest verdienstelijke speler van het seizoen.

## Statistieken[3]
| Seizoen         | Club              | Competitie      | Competitie | Competitie | Beker | Beker | Europa | Europa | Totaal | Totaal |
| Seizoen         | Club              | Competitie      | Wed.       | Dlp.       | Wed.  | Dlp.  | Wed.   | Dlp.   | Wed.   | Dlp.   |
| --------------- | ----------------- | --------------- | ---------- | ---------- | ----- | ----- | ------ | ------ | ------ | ------ |
| 2014-2015       | KFC Dessel Sport  | Tweede klasse   | 31         | 3          | 2     | 2     | 0      | 0      | 33     | 5      |
| 2015-2016       | KFC Dessel Sport  | Tweede klasse   | 28         | 6          | 2     | 0     | 0      | 0      | 30     | 6      |
| 2016-2017       | Sint-Truidense VV | Eerste klasse A | 23         | 2          | 1     | 0     | 0      | 0      | 24     | 2      |
| 2017-2018       | → Lierse SK       | Tweede klasse   | 18         | 1          | 2     | 0     | 0      | 0      | 20     | 1      |
| 2018-2019       | Sint-Truidense VV | Eerste klasse A | 8          | 1          | 0     | 0     | 0      | 0      | 8      | 1      |
| 2019-2020       | Sint-Truidense VV | Eerste klasse A | 18         | 0          | 2     | 0     | 0      | 0      | 20     | 0      |
| 2020-2021       | Sint-Truidense VV | Eerste klasse A | 9          | 0          | 1     | 0     | 0      | 0      | 10     | 0      |
| 2021-2022       | Sint-Truidense VV | Eerste klasse A | 11         | 0          | 1     | 0     | 0      | 0      | 12     | 0      |
| 2022-2023       | Sint-Truidense VV | Eerste klasse A | 31         | 0          | 2     | 0     | 0      | 0      | 33     | 0      |
| 2023-2024       | Sint-Truidense VV | Eerste klasse A | 21         | 0          | 2     | 0     | 0      | 0      | 23     | 0      |
| 2024-2025       | Sint-Truidense VV | Eerste klasse A | 4          | 0          | 0     | 0     | 0      | 0      | 4      | 0      |
| Carrière totaal | Carrière totaal   | Carrière totaal | 202        | 13         | 15    | 2     | 0      | 0      | 217    | 15     |

2 Ogawa ·
4 Belaïd ·
5 Taniguchi ·
6 Yanamoto ·
7 Brahimi ·
8 Fujita ·
9 Ferrari ·
10 Lamkel Zé ·
11 Delpupo ·
12 Coppens ·
13 Ito ·
14 Dumont ·
15 Zahiroleslam ·
16 Kokubo ·
19 Patris ·
20 Van Helden ·
21 Lendfers ·
22 Janssens ·
23 Barnes ·
24 Mindombe ·
25 Teuchy ·
27 Ananou ·
31 Godeau  ·
33 Diriken ·
34 Lambotte ·
37 Alexis ·
60 Vanwesemael ·
91 Bertaccini ·
Coach: Mazzù